# João Marcos (calciatore 2000)
João Marcos Lima Candido, noto semplicemente come João Marcos (Araguaína, 11 maggio 2000), è un calciatore brasiliano, attaccante dell'Ararat-Armenia.

## Carriera
Cresciuto nel settore giovanile del Goiás, ha esordito in prima squadra il 26 novembre 2020, in occasione dell'incontro di Série A pareggiato 1-1 contro il Fortaleza. Quattro giorni dopo ha segnato la sua prima rete in campionato, nell'incontro perso 2-1 in trasferta contro il Grêmio. Nel gennaio del 2021 si è trasferito negli Emirati Arabi Uniti all'Al-Wahda. Poco impiegato, nel gennaio del 2022 è stato ceduto in prestito all'Al Dhafra. Il 14 agosto 2022 è stato acquistato a titolo definitivo dal Santa Clara, con cui ha firmato un contratto triennale.

## Statistiche

### Presenze e reti nei club
Statistiche aggiornate al 29 dicembre 2022.
| Stagione        | Squadra         | Campionato      | Campionato | Campionato | Coppe nazionali | Coppe nazionali | Coppe nazionali | Coppe continentali | Coppe continentali | Coppe continentali | Altre coppe | Altre coppe | Altre coppe | Totale | Totale |
| Stagione        | Squadra         | Comp            | Pres       | Reti       | Comp            | Pres            | Reti            | Comp               | Pres               | Reti               | Comp        | Pres        | Reti        | Pres   | Reti   |
| --------------- | --------------- | --------------- | ---------- | ---------- | --------------- | --------------- | --------------- | ------------------ | ------------------ | ------------------ | ----------- | ----------- | ----------- | ------ | ------ |
| 2020            | Goiás           | PD/GO+A         | 0+4        | 0+1        | CB              | 0               | 0               |                    | -                  | -                  |             | -           | -           | 4      | 1      |
| gen.-giu. 2021  | Al-Wahda        | PL              | 2          | 0          | CEAU+CdL        | -               | -               |                    | -                  | -                  |             | -           | -           | 2      | 0      |
| 2021-gen. 2022  | Al-Wahda        | PL              | 4          | 1          | CEAU+CdL        | 0+3             | 0               |                    | -                  | -                  |             | -           | -           | 7      | 1      |
| Totale Al-Wahda | Totale Al-Wahda | Totale Al-Wahda | 6          | 1          |                 | 3               | 0               |                    | -                  | -                  |             | -           | -           | 9      | 1      |
| gen.-giu. 2022  | Al Dhafra       | PL              | 10         | 1          | CEAU+CdL        | - + 1           | - + 1           |                    | -                  | -                  |             | -           | -           | 11     | 1      |
| 2022-2023       | Santa Clara     | PL              | 4          | 0          | CP+CdL          | 1+3             | 0               |                    | -                  | -                  |             | -           | -           | 8      | 0      |
| Totale carriera | Totale carriera | Totale carriera | 24         | 2          |                 | 8               | 1               |                    | -                  | -                  |             | -           | -           | 32     | 3      |